# Warenverkehrsfreiheit
Die Warenverkehrsfreiheit, auch freier Warenverkehr, zählt zu den vier Grundfreiheiten der Europäischen Union. Sie ist in den Artikeln 28 bis 37 des Vertrags über die Arbeitsweise der Europäischen Union (AEUV) geregelt.
Die Warenverkehrsfreiheit bezweckt den Schutz des europäischen Binnenmarkts. Hierzu verbietet sie den Mitgliedstaaten bestimmte Verhaltensweisen, die den Handel mit Waren aus anderen Mitgliedstaaten benachteiligen, die also protektionistisch wirken. Hierzu zählen Zölle, Ein- und Ausfuhrbeschränkungen sowie Maßnahmen, die vergleichbare Wirkung entfalten.
Das Verständnis der Warenverkehrsfreiheit wird wie einige Bereiche des Unionsrechts maßgeblich durch die Rechtsprechung des Europäischen Gerichtshofs (EuGH) geprägt. Zu den Leitentscheidungen für die Warenverkehrsfreiheit zählen die Urteile Dassonville, Keck und Cassis de Dijon.

## Anwendungsbereich
Der Anwendungsbereich der Warenverkehrsfreiheit ist gemäß Art. 28 Absatz 2 AEUV eröffnet, sofern eine Ware vorliegt. Der Begriff der Ware wird durch den AEUV nicht definiert. Nach der Rechtsprechung des Europäischen Gerichtshofs handelt es sich hierbei um einen körperlichen Gegenstand, der einen Marktpreis hat und Gegenstand von Handelsgeschäften sein kann.
Art. 28 Absatz 2 AEUV erfasst zwei Arten von Waren: Solche, die aus den Mitgliedstaaten stammen und solche, die aus Drittstaaten stammen und sich in den Mitgliedstaaten im freien Warenverkehr befinden. Keinen Schutz erfahren Waren, die nach Völker- und Unionsrecht nicht gehandelt werden dürfen. Dies trifft beispielsweise auf zahlreiche Betäubungsmittel zu.

## Zollunion
Gemäß Art. 28 Absatz 1 AEUV umfasst die Europäische Union eine Zollunion. Diese setzt sich aus zwei Elementen zusammen: Dem Verbot der Erhebung von Zöllen und vergleichbaren Abgaben sowie der Einführung eines Gemeinsamen Zolltarifs gegenüber Nicht-Mitgliedstaaten.

### Verbot der Binnenzölle, Art. 30 AEUV
Art. 30 AEUV verbietet den Mitgliedstaaten, untereinander Zölle auf die Ein- und Ausfuhr von Waren erheben. Dieses Verbot erfasst alle finanziellen Belastungen, die einseitig wegen der Grenzüberschreitung durch eine Ware erhoben werden und dadurch den Preis einer Waren wegen ihres Grenzübertritts erhöhen. Ebenfalls unzulässig ist die Erhebung von Abgaben, die eine ähnliche Wirkung wie Zölle besitzen. Dies trifft zu, wenn die Abgabe bewirkt, das eine ausländische Ware teurer als eine inländische ist. Das Erheben einer solchen Abgabe kann nicht gerechtfertigt werden, weswegen ihr Vorliegen stets einen Verstoß gegen Art. 30 AEUV darstellt und damit rechtswidrig ist.

### Gemeinsamer Zolltarif, Art. 31 AEUV
Gemäß Art. 31 AEUV bestimmt die Union einen gemeinsamen Zolltarif, der gegenüber Staaten wirkt, die nicht der Union angehören. Dieser Tarif wurde erstmals 1968 aufgestellt. Die Mitgliedstaaten dürfen Zölle daher nicht eigenständig festlegen, dies erfolgt durch den Rat der Europäischen Union.

## Verbot mengenmäßiger Einfuhrbeschränkungen und Maßnahmen gleicher Wirkung, Art. 34 AEUV
Art. 34 AEUV fördert den Binnenmarkt, indem er alle Maßnahmen verbietet, die den freien Warenverkehr zwischen den Mitgliedstaaten behindern. In Abgrenzung zum Verbot der Zölle erfasst Art. 34 AEUV nicht-tarifäre Handelshemmnisse. Art. 34 AEUV verbietet die Benachteiligung ausländischer Waren gegenüber solchen aus dem Inland. In rechtssystematischer Hinsicht handelt es sich bei der Grundfreiheit damit um ein Gleichheitsrecht. Gefördert wird durch Art. 34 AEUV die Gleichbehandlung der Mitgliedstaaten im Handelsverkehr und der Abbau von Handelshemmnissen. Dies wird in der Rechtswissenschaft als negative europäische Integration bezeichnet.
Als völkerrechtliche Norm begründet Art. 34 AEUV Verpflichtungen ausschließlich zwischen den Mitgliedstaaten. Nach der Rechtsprechung des Europäischen Gerichtshofs begründet diese Norm allerdings darüber hinaus eine Pflicht jedes Mitgliedstaats gegenüber seinen Bürgern. Hiernach enthält Art. 34 AEUV ein subjektiv-öffentliches Recht, das dem Bürger erlaubt, gerichtlich gegen die Verletzung des Art. 34 AEUV durch einen Hoheitsträger vorzugehen. Der Europäische Gerichtshof erblickt in Art. 34 AEUV ferner eine Schutzpflicht der Mitgliedstaaten zugunsten des freien Warenverkehrs. Hieraus folgt die Pflicht für Mitgliedstaaten, zu gewährleisten, dass ihre Märkte einen freien Warenverkehr erlauben. Insoweit ist die Grundfreiheit mit einem Grundrecht des Grundgesetzes vergleichbar.

### Adressaten
Das Verbot des Art. 34 AEUV richtet sich unmittelbar lediglich an Hoheitsträger. Gegenüber Privatpersonen wirkt diese Norm zwar nicht unmittelbar, allerdings mittelbar: In Verbindung mit dem Loyalitätsgebot des Art. 4 Absatz 3 EUV verpflichten sie die Mitgliedstaaten dazu, Beeinträchtigungen des freien Warenverkehrs seitens Privatpersonen zu beseitigen. So kann ein Mitgliedstaat beispielsweise verpflichtet sein, gegen gezielte Überfälle von Bauern auf Lieferanten und Verkäufer ausländischer Nahrungsmittel einzuschreiten. Ihre Grenzen findet diese Pflicht in der Achtung von Grundrechten. Keine Pflicht zum Einschreiten besteht somit beispielsweise, wenn die Beeinträchtigung der Warenverkehrsfreiheit dadurch ausgelöst wird, dass Personen sich in rechtmäßiger Weise versammeln.

### Beschränkungen
Art. 34 AEUV benennt mehrere hoheitliche Maßnahmen, die eine unzulässige Beschränkung in die Grundfreiheiten darstellen können: Das mengenmäßige Beschränken der Ein- und Ausfuhr von Waren sowie das Vornehmen von Maßnahmen mit gleicher Wirkung.

#### Mengenmäßige Beschränkung
Eine mengenmäßige Beschränkung liegt vor, wenn die Ein- oder Ausfuhr einer Ware anhand eines Mengenkriteriums begrenzt wird. Dies erfasst Kontingentierungen sowie Ein- und Ausfuhrverbote. Solche Regelungen existieren in der Union aufgrund des eindeutigen Verbots mittlerweile nicht mehr.

#### Maßnahme gleicher Wirkung
Größerer praktischer Bedeutung als dem Verbot mengenmäßiger Beschränkungen kommt der zweiten Alternative des Art. 34 AEUV zu. Diese verbietet Maßnahmen, die eine vergleichbare Wirkung wie mengenmäßige Beschränkungen entfalten.
Der Europäische Gerichtshof definierte den Begriff der Maßnahme gleicher Wirkung in seiner Dassonville-Entscheidung von 1974. Im der Entscheidung zugrundeliegenden Sachverhalt stritt sich ein Whisky-Importeur mit belgischen Zollbehörden um die Pflicht, für den importierten Whisky Ursprungszeugnisse vorzulegen. Der Europäische Gerichtshof erblickte in dieser Zeugnispflicht eine Maßnahme, die wie eine mengenmäßige Beschränkung wirkt. Diese definierte es als Maßnahme, die sich eignet, den freien Handelsverkehr zwischen den Mitgliedstaaten unmittelbar oder mittelbar, tatsächlich oder potentiell zu behindern.
Da die Grundfreiheit den Schutz des Binnenmarkts bezweckt, findet sie nur in Fällen Anwendung, die einen grenzüberschreitenden Bezug aufweisen. Dies trifft zu, wenn der Sachverhalt zumindest zwei Staaten berührt. Keine Anwendung findet die Warenverkehrsfreiheit daher in Fällen der Inländerdiskriminierung. Hierbei erlässt ein Staat schärfere Bestimmungen für seine Angehörigen als für Ausländer.

##### Diskriminierende Maßnahme
Als Maßnahmen gleicher Wirkung kommen solche Maßnahmen in Betracht, die ausländische Waren gegenüber inländischen Waren unmittelbar benachteiligen. Dies nahm der Europäische Gerichtshof beispielsweise bei einer Regelung aus der belgischen Region Wallonien an, die ausschließlich die Ablagerung von Abfällen aus Wallonien erlaubte.
Weiterhin stellen mittelbare Diskriminierungen Eingriffe in die Warenverkehrsfreiheit dar. Hierbei handelt es sich um Maßnahmen, die zwar nicht an die Herkunft der Ware anknüpfen, jedoch faktisch ausländische Waren benachteiligen. Dies traf beispielsweise auf eine deutsche Bestimmung zu, nach der nur solche Produkte als Bier auf dem Markt angeboten werden durften, die nach dem bayerischen Reinheitsgebot gebraut worden sind. Diese Bestimmung untersagte zwar nicht den Verkauf ausländischen Bieres, allerdings wurde dieses deutlich seltener nach dem Reinheitsgebot gebraut als deutsches Bier. Daher stellte die Regelung eine mittelbare Diskriminierung dar. Gleiches gilt für eine Regelung, die den Vertrieb von Arzneimitteln nur durch solche Unternehmen erlaubt, die ihren Sitz im Inland haben.

##### Nichtdiskriminierende Maßnahme
Schließlich können nach der Dassonville-Formel auch solche Maßnahmen gegen die Warenverkehrsfreiheit verstoßen, die weder unmittelbar noch mittelbar diskriminieren, da auch solche Maßnahmen sich unter Umständen dazu eignen, den freien Warenverkehr zu beeinträchtigen. Durch diesen Bestandteil der Dassonville-Formel erweiterte der Europäische Gerichtshof die Diskriminierungsverbote der Grundfreiheiten zu Beschränkungsverboten, die jede Art von Beschränkung des freien Warenverkehrs verbieten. Dies führte zu einem außerordentlich weiten Anwendungsbereich des Art. 34 AEUV.
Der Europäische Gerichtshof erkannte in einigen Urteilen im Anschluss an die Dassonville-Entscheidung, dass die Dassonville-Formel zu weit gefasst war und hierdurch Regelungen erfasste, die den Binnenmarkt nicht gefährden. Daher verkürzte er die Formel in seiner Keck-Entscheidung von 1993. Diesem Urteil lag ein Sachverhalt zugrunde, bei der zwei Kaufleute durch den Verkauf von Waren unter ihrem Einkaufspreis gegen ein nationales Verbot verstießen und deswegen angeklagt wurden. Die Kaufleute wandten ein, dass dieses Verbot mittelbar den freien Warenverkehr beeinträchtigte, da niedrigere Verkaufspreise zu höherem Warenumsatz und damit zu einem höheren grenzüberschreitenden Warenverkehr führten. Der europäische Gerichtshof sah in der Maßnahme indessen keinen Verstoß gegen Art. 34 AEUV, da sie nicht den grenzüberschreitenden Warenverkehr, sondern lediglich den inländischen Warenvertrieb berührte. Da diese Maßnahme für alle Marktteilnehmer galt und inländische und ausländische Waren gleichermaßen betraf, betrachtete es diese als rechtmäßig.
Nach der Keck-Entscheidung beurteilt sich das Vorliegen eines Verstoßes gegen Art. 34 AEUV also zunächst danach, ob eine Maßnahme unmittelbar oder mittelbar diskriminiert. Trifft dies zu, liegt eine durch Art. 34 AEUV erfasste Maßnahme gleicher Wirkung vor. Andernfalls liegt eine derartige Maßnahme nur dann vor, wenn sie sich auf ein Produkt bezieht. Keinen Eingriff stellen demgegenüber Maßnahmen dar, die lediglich den Warenvertrieb betreffen. Dies trifft regelmäßig auf Regelungen des Wettbewerbsrechts zu, etwa auf das Verbot zum Verkauf unterhalb des Einkaufspreises und auf die Pflicht zum Verkauf von Säuglingsmilch nur durch Apotheken.
Vertriebsbezogene Regelungen fallen allerdings ausnahmsweise in den Anwendungsbereich der Grundfreiheit, wenn sie sich dazu eignen, den Marktzugang für Erzeugnisse aus einem anderen Mitgliedstaat zu versperren oder stärker als für inländische Produkte zu behindern.

### Rechtfertigung einer Beschränkung
Gemäß Art. 34 AEUV sind Beschränkungen der Warenverkehrsfreiheit grundsätzlich verboten. Ausnahmsweise ist eine solche Maßnahme zulässig, wenn sie sich auf einen Rechtfertigungsgrund stützt sowie das Prinzip der Verhältnismäßigkeit wahrt.

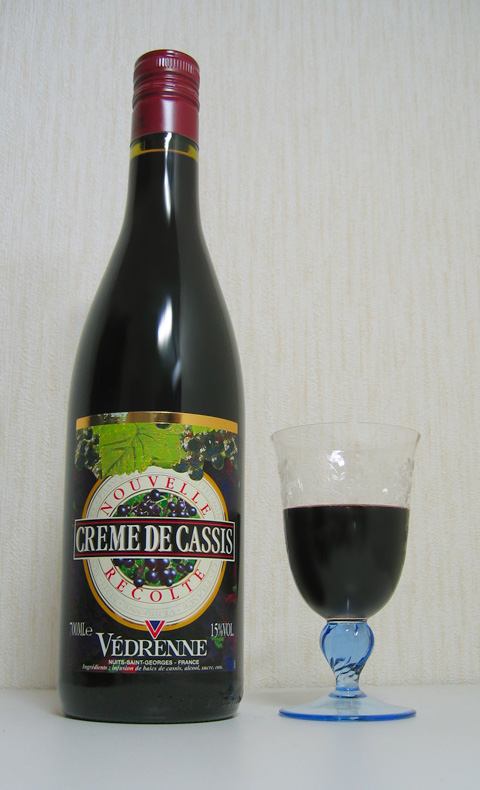
Crème de Cassis

#### Vorliegen eines Rechtfertigungsgrunds
Einige Rechtfertigungsgründe enthält Art. 36 AEUV. Hiernach kommt eine Rechtfertigung aus Gründen der öffentlichen Sittlichkeit, Ordnung und Sicherheit, zum Schutz der Gesundheit und des Lebens von Menschen, Tieren oder Pflanzen, des nationalen Kulturguts von künstlerischem, geschichtlichem oder archäologischem Wert oder des gewerblichen und kommerziellen Eigentums in Betracht.
Angesichts des weiten Verständnisses des Europäischen Gerichtshofs von den Maßnahmen gleicher Wirkung erwies sich der Rechtfertigungskatalog des Art. 36 AEUV in der Praxis als zu knapp. Daher erkannte das Gericht in der Cassis-de-Dijon-Entscheidung von 1979 an, dass eine Maßnahme gleicher Wirkung auch durch das Vorliegen eines ungeschriebenen zwingenden Grunds gerechtfertigt sein kann. Den Begriff des zwingenden Erfordernisses konkretisierte der Europäische Gerichtshof in zahlreichen Entscheidungen. In Frage kommen hierfür Aspekte, die eine so große Bedeutung besitzen, dass sie die Beeinträchtigung des Europäischen Binnenmarkts rechtfertigen können. Zudem dürfen sie keine wirtschaftliche Motivation besitzen, denn diese werden durch Art. 36 AEUV abschließend geregelt. Als zwingende Gründe betrachtete der Europäische Gerichtshof beispielsweise der Schutz von Umwelt, Verbrauchern und nationaler Kultur. Da die Cassis-Entscheidung eine Reaktion auf die Einbeziehung nicht-diskriminierender Maßnahmen in den Anwendungsbereich des Art. 34 AEUV darstellt, kommt eine Rechtfertigung durch ungeschriebe zwingende Gründe nur bei solchen Maßnahmen in Betracht, die nicht diskriminierend wirken.

#### Verhältnismäßigkeit
Damit eine Beschränkung der Warenverkehrsfreiheit gerechtfertigt ist, muss sie nach der Rechtsprechung des Europäischen Gerichtshofs das Prinzip der Verhältnismäßigkeit wahren. Das setzt voraus, dass sich die Maßnahme dazu eignet, einen legitimen Zweck zu erreichen. Dies trifft zu, wenn die Maßnahme den Zweck zumindest fördern kann. Hieran fehlt es beispielsweise, wenn eine Maßnahme nicht kohärent ist.
Zudem muss die Maßnahme erforderlich sein. Dies ist der Fall, wenn es kein milderes Mittel gibt, das sich gleichermaßen eignet, den Zweck zu erreichen. Diesem Bestandteil der Verhältnismäßigkeitsprüfung misst der Europäische Gerichtshof besonders große Bedeutung bei.
Art. 36 Satz 2 AEUV verbietet Maßnahmen, die willkürlich diskriminieren oder Handelsbeschränkungen verschleiern. In der Rechtswissenschaft ist umstritten, inwiefern diese Vorgabe neben dem Verhältnismäßigkeitsprinzip eigenständige Bedeutung besitzt. Einige Stimmen gehen davon aus, dass es sich bei den genannten Eingriffsarten um Unterfälle unverhältnismäßiger Maßnahmen handelt. Andere nehmen kann, dass eine Maßnahme, die willkürlich diskriminiert oder Handelsbeschränkungen verschleiert auch dann rechtswidrig ist, wenn sie die allgemeinen Anforderungen der Verhältnismäßigkeit wahrt.

## Verbot mengenmäßiger Ausfuhrbeschränkungen und Maßnahmen gleicher Wirkung, Art. 35 AEUV
Parallel zu Art. 34 AEUV verbietet Art. 35 AEUV mengenmäßige Ausfuhrverbote sowie Maßnahmen gleicher Wirkung. Ein Unterschied zu Art. 34 AEUV ergibt sich hinsichtlich der Auslegung des Begriffs Maßnahmen gleicher Wirkung. Der europäische Gerichtshof bestimmt dessen Inhalt im Ausgangspunkt anhand der Dassonville-Formel, betrachtet jedoch nur solche Maßnahmen als tatbestandsmäßig, die sich spezifisch auf die Warenausfuhr beschränken. Andernfalls fiele nahezu jede Norm mit Bezug auf Produktion oder Vertrieb auf Waren unter Art. 35 AEUV.
Fällt eine Maßnahme unter Art. 35 AEUV, kann diese durch Art. 36 AEUV oder zwingende Erfordernisse gerechtfertigt sein.

## Umformung staatlicher Handelsmonopole, Art. 37 AEUV
Dieser Artikel gilt für alle Einrichtungen, durch die ein Mitgliedstaat unmittelbar oder mittelbar die Einfuhr oder die Ausfuhr zwischen den Mitgliedstaaten rechtlich oder tatsächlich kontrolliert, lenkt oder merklich beeinflusst. Er gilt auch für die von einem Staat auf andere Rechtsträger übertragenen Monopole.
(2) Die Mitgliedstaaten unterlassen jede neue Maßnahme, die den in Absatz 1 genannten Grundsätzen widerspricht oder die Tragweite der Artikel über das Verbot von Zöllen und mengenmäßigen Beschränkungen zwischen den Mitgliedstaaten einengt.
Art. 37 Absatz 1 AEUV verpflichtet die Mitgliedstaaten der Union dazu, ihre bestehenden Handelsmonopole so umzugestalten, dass sie Angehörige der Mitgliedstaaten nicht diskriminieren. Hierdurch soll sichergestellt werden, das staatliche Monopole, die sich beispielsweise in ausschließlichen Einfuhrrechten zeigen, den freien Binnenmarkt nicht gefährden. Die bestehenden Mitgliedstaaten haben ihre Monopole bereits umgeformt, weshalb Art. 37 AEUV in erster Linie beim Beitritt neuer Staaten zur Union von Bedeutung ist.